# Manulea pygmaeola
Manulea pygmaeola — вид лускокрилих комах з родини еребід (Erebidae).

## Поширення

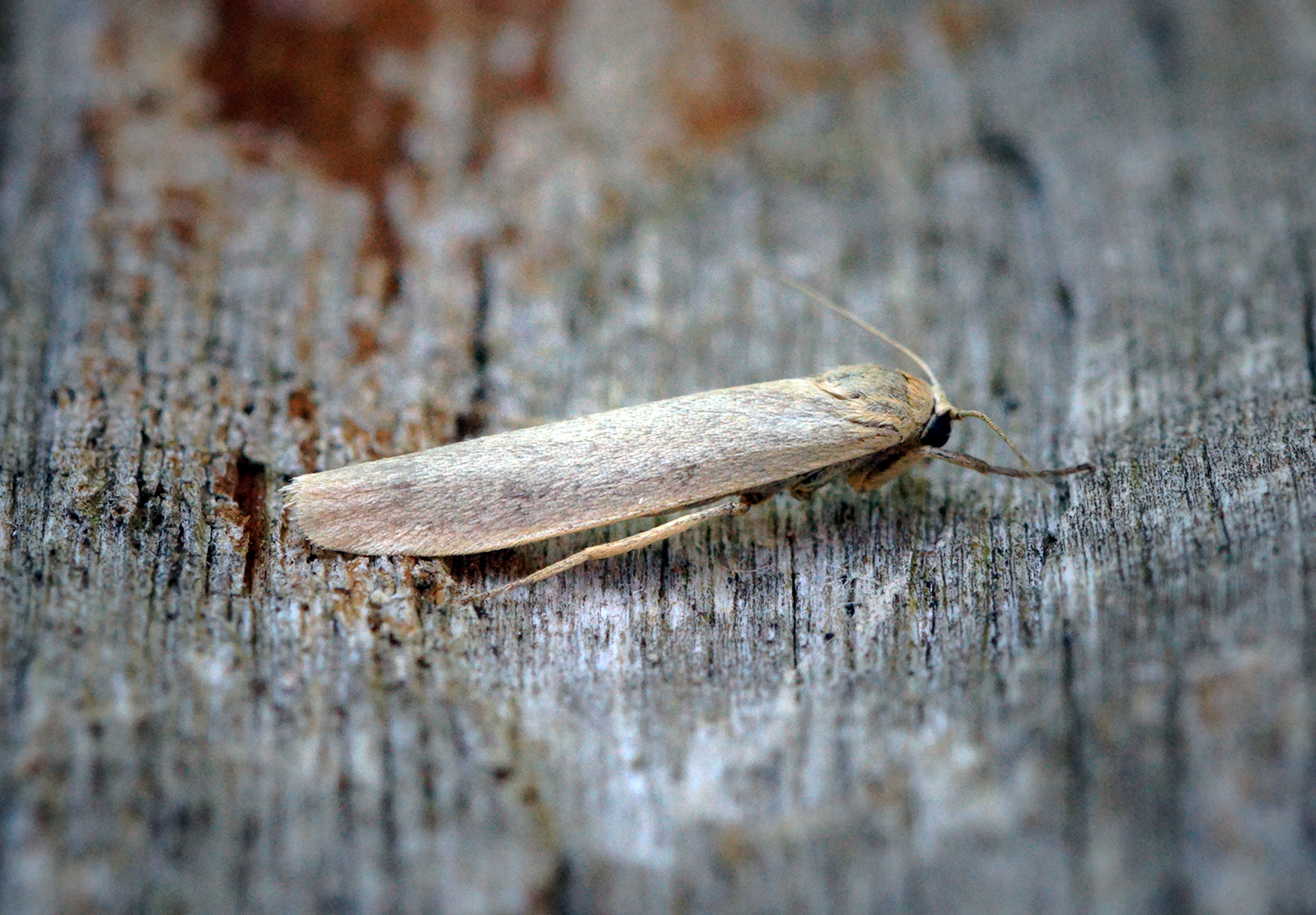

Вид поширений в Європі та Західній Азії на схід до Алтайських гір.

## Опис
Розмах крил 24–28 мм.

## Спосіб життя
Існує одне покоління на рік з дорослими особинами на крилі з червня по серпень. Личинки живляться різними видами лишайників на каменях і дерев'яних стовпах. Личинки Трапляються з серпня по червень. Вид зимує в стадії личинки.

## Підвиди
- Manulea pygmaeola pygmaeola
- Manulea pygmaeola banghaasi (Seitz, 1910) (Мала Азія, Закавказзя)
- Manulea pygmaeola pallifrons (Zeller, 1847) (північно-західна Африка, Європа, Крим, Кавказ)
- Manulea pygmaeola saerdabense (Daniel, 1939) (західний Копет-Даг, північний Іран, гори східної Центральної Азії)